# Thorichthys meeki
 Thorichthys meeki és una espècie de peix de la família dels cíclids i de l'ordre dels perciformes.

## Morfologia
Els mascles poden assolir els 17 cm de longitud total.

## Distribució geogràfica
Es troba a l'Amèrica Central: Mèxic, Guatemala i Belize.